# گابریل باربوسا
گابریل باربوسا آلمیدا (پرتغالی: Gabriel Barbosa Almeida؛ زادهٔ ۳۰ اوت ۱۹۹۶) که عموماً با نام گابریل باربوسا شناخته می‌شود، بازیکن فوتبال اهل برزیل است که در پست مهاجم برای فلامینگو در سری آ برزیل بازی می‌کند.
از باشگاه‌هایی که در آن بازی کرده‌است می‌توان به سانتوس، اینتر میلان و بنفیکا اشاره کرد.
وی همچنین در تیم ملی برزیل بازی کرده‌است.
او به همراه تیم ملی فوتبال زیر ۲۳ سال برزیل در المپیک تابستانی ۲۰۱۶ هم حضور داشت. وی همچنین در فینال کوپا لیبرتادورس ۲۰۱۹ توانست در دقایق پایانی دوبار دروازه ریور پلاته را بگشاید و سرنوشت بازی را به نفع تیم خود تغییر دهد همچنین او ملقب به گابی گُل می‌باشد.